# Tellervo zephoris
Tellervo zephoris är en fjärilsart som beskrevs av Hans Fruhstorfer 1911. Tellervo zephoris ingår i släktet Tellervo och familjen praktfjärilar. Inga underarter finns listade i Catalogue of Life.